# Filadélfia (Tocantins)
Filadélfia  é um  município brasileiro do Estado do Tocantins. Sua população segundo o Censo 2022 é de 10.590 habitantes. Pacata e ordeira, Filadélfia fica localizada na margem esquerda do Rio Tocantins, onde faz divisa com o estado do Maranhão, do outro lado do rio está localizada a cidade de Carolina.
A cidade está a 512 km de Palmas, capital do Tocantins.

## História
‘’‘Filadélfia’’’ é um município brasileiro localizado no norte do estado do Tocantins. Criado pela ‘’‘Lei Estadual nº 154’’’, de 8 de outubro de 1948, foi oficialmente instalado em 1º de janeiro de 1949. O nome da cidade é uma homenagem ao seu fundador, o senhor ‘’‘Filadélfio Antônio de Noronha’’’.
Segundo o historiador ‘’‘Raylinn Barros da Silva’’’, Filadélfia, ao lado de Tocantinópolis (antiga ‘‘Boa Vista do Padre João’’), foi um dos principais centros urbanos e políticos da região norte do então estado de Goiás, pelo menos até a década de 1960. Durante esse período, a cidade de Araguaína, hoje um dos maiores polos econômicos do Tocantins, era apenas um distrito de Filadélfia, do qual se emancipou politicamente em 1958.«Araguaína: uma história em transformação». Consultado em 4 de maio de 2025
Em 1980, Filadélfia enfrentou uma das maiores enchentes de sua história, provocada pela cheia do Rio Tocantins. Cerca de 70% das residências da cidade foram atingidas, a maioria delas construída em adobe (bloco de barro cru), o que resultou em sérios danos estruturais. Um marco desse episódio foi a elevação do nível da água dentro da Igreja Matriz de Nossa Senhora do Perpétuo Socorro, que chegou a 30 cm de altura.
Com a criação do estado do Tocantins, em 5 de outubro de 1988, Filadélfia deixou de pertencer ao estado de Goiás, passando a integrar a nova unidade federativa com o mesmo nome.«Formação Administrativa - IBGE». Consultado em 4 de maio de 2025
Em 2010, parte do território municipal — principalmente as áreas agricultáveis — foi impactada pela formação do lago da Usina Hidrelétrica de Estreito, no município de Estreito, no estado do Maranhão, alterando o uso do solo e a dinâmica econômica da região

## Economia
A economia de Filadélfia é baseada predominantemente na pecuária e na agricultura, com destaque para a criação de bovinos e o cultivo de grãos. Segundo a Pesquisa da Pecuária Municipal (PPM) de 2022, o estado do Tocantins registrou um rebanho bovino de aproximadamente 10,7 milhões de cabeças, posicionando-se como o terceiro maior da região Norte do país.«Rebanho bovino no Tocantins atinge 10,7 milhões de cabeças e bate recorde, aponta IBGE». 6 de outubro de 2023. Consultado em 4 de maio de 2025
Além das atividades agropecuárias, o município também se destaca na indústria mineral, sendo um dos principais produtores de gesso do estado. A exploração do mineral é relevante para a economia local, contribuindo para a geração de empregos e para o desenvolvimento de cadeias produtivas ligadas à construção civil.«Agricultura Irrigada: Produção Sustentável e Tecnologias no Norte do Brasil» (PDF). Consultado em 4 de maio de 2025
Nos últimos anos, a economia de Filadélfia tem apresentado crescimento, impulsionada pela expansão de empreendimentos industriais e comerciais e pelo aumento de empregos formais. De acordo com dados do IBGE, em 2021, o Produto Interno Bruto (PIB) do município foi de R$ 132,4 milhões, com um PIB per capita de R$ 13.799,00.«Filadélfia – TO». Consultado em 4 de maio de 2025 Texto " Cidades e Estados " ignorado (ajuda); Texto " IBGE" ignorado (ajuda)

## Geografia
O município conta com várias regiões e distritos, tais como a região da Barraria, os vilarejos "Zé Biel" ou "Bielândia", "Canabrava", "Mamoneira" e "Rodeador". No interior do município também encontra-se a comunidade Quilombola Grotão, já nas proximidades do Rio João Aires, divisa com o município de Palmeirante.

## Religiosidade
Ainda segundo o historiador Raylinn Barros da Silva, os missionários orionitas, pertencentes à Congregação da Pequena Obra da Divina Providência, fundada por Luís Orione, foram os padres que estabeleceram a religiosidade católica em Filadélfia. Eles foram os primeiros religiosos que construíram as primeiras igrejas católicas na cidade. No mês de julho celebra-se os festejos de Nossa Senhora do Perpétuo Socorro, padroeira do município.

## Turismo
Filadélfia é uma cidade turística. No interior do município, especificamente no distrito de Bielândia está localizada a Reserva Estadual das Árvores Fossilizadas, que apresenta um dos maiores registros de flora fossilizada do mundo. Outro fator que atrai os turistas é a praia fluvial, que se forma no Rio Tocantins nos meses de estiagem, fazendo com que haja um fluxo consideravelmente maior que o de costume, com a presença de turistas e filhos da terra vindos de todas as regiões e estados do Brasil.

## Prefeitos
- Dotorveu Maranhão Machado (1949)
- Raimundo Franco de Souza
- Adeuvaldo de Oliveira Moraes
- Lindolfo Bento Pereira
- Wilson Martins de Castro
- Adailton de Oliveira Moraes
- Manoel Gonçalves de Alencar
- Ivanilzo Gonçalves de Alencar
- Jose Bento Fragoso
- Pedro Iran Pereira Espírito Santo
- Gilmar Aires Fragoso
- Carlos Martins Carneiro de Araújo (1º interventor)
- Sebastiao Dias da Silva (2º interventor)
- Capitão Tavares (4º interventor)
- Ivanilzo Gonçalves de Alencar (2001-2004)
- Pedro Iran Pereira Espírito Santo (2005-2008)
- Cleber Gomes Espírito Santo (2008-2011)
- Edenilson da Silva e Sousa (2012 - Eleição Indireta)
- Edenilson da Silva e Sousa (2013-2016)
- Ivanilzo Gonçalves de Alencar (2017- 2020)
- David Sousa Bento (2021-2024)
- David Sousa Bento (2025 ate a atualidade)